# Flughafen Arad

i7
i11
i13
Der Flughafen Arad (rumänisch Aeroportul Internațional Arad, sowie international Arad International Airport, IATA-Code: ARW, ICAO-Code: LRAR) ist ein internationaler Verkehrsflughafen bei der Stadt Arad (Rumänien) im gleichnamigen Kreis, welcher auch Betreiber des Flughafens ist.

## Geschichte
Der Spatenstich zum Bau des Flughafens Arad erfolgte im Jahr 1936, die Einweihung folgte am 14. November 1937. Der Flughafen verfügte damals über eine einfache Graspiste, diese wurde jedoch schon 1953 durch eine 2000 Meter lange Start- und Landebahn aus Beton ersetzt, welche heute die einzige aktive Runway am Flughafen ist. Das aktive Passagierterminal ist einige Jahrzehnte alt und verfügt über eine Lounge.
Im Frühjahr 1941 diente er der deutschen Luftwaffe als Einsatzbasis im Rahmen des Balkanfeldzuges der Wehrmacht.

## Heutige Nutzung
Der Flughafen bietet keine regulären Verbindungen zum Transport von Passagieren an. Vorerst werden 2023 ab Anfang Juni bis Ende September Charterflüge von den Fluggesellschaften TAROM, Animawings und Corendon angeboten. In der Vergangenheit wurden schon Strecken zum Beispiel nach Mailand, Verona und Stuttgart durch Wizzair, Blue Air und Carpatair geflogen, die jedoch inzwischen wieder eingestellt wurden.
Der Flughafen verfügt auch über ein Frachtgebäude, welches regelmäßig genutzt wird.